# Prodel
Der Prodel ist eine 1401 m hohe Kammerhebung des Prodel-Schichtkamms der Allgäuer Alpen. Er liegt im Landkreis Oberallgäu und ist Teil der Allgäuer Nagelfluh-Schichtkämme. Westlich befindet sich der Spitzlerberg mit einer 1317 m ü. NHN hohen Gipfelkuppe.

## Name
Der Prodel-Schichtkamm wird in der Literatur mitunter auch als Prodel bezeichnet. Dass genau die 1401 m hohe Kammerhebung als Prodel bezeichnet wird, ist nicht durch hier bekannte Quellen belegt. In Anbetracht der etwa 1,5 km südwestlich gelegenen Prodelalpe und des etwa 2 km westlich gelegenen Prodelwalds ist dies aber auch nicht auszuschließen. Die Bezeichnung Prodel für die hier beschriebene Kammerhebung geht weder aus Karten (vgl. BayernAtlas) noch aus aktuellen und historischen Ausgaben des Alpenvereinsführers Allgäuer Alpen hervor. Weiter östlich im Kamm gibt es eine 1470 m hohe Kammerhebung die gemäß BayernAtlas als Vorderer Prodel bezeichnet wird.

## Geographie
Der Prodel gehört zu den Allgäuer Nagelfluh-Schichtkämmen und ist dort der westlichste Teil des Prodel-Schichtkamms. Westlich des Prodels liegt der Oberstaufener Ortsteil Steibis und Lanzenbach. Am Südhang liegt ein Wildschutzgebiet des Naturparks Nagelfluhkette, in dem sich der Prodel befindet. Der Südhang erhebt sich über dem Ehrenschwanger Tal, durch das die noch junge Weißach fließt. Der östlich angrenzende Denneberg ist als Nebengipfel eigenständiger und überragt die Kammerhebung. Der Prodel weist mit einer Schartenhöhe von unter 50 m nur eine zu geringe Eigenständigkeit auf, um als Nebengipfel zu gelten.
Der heutige im Westen liegende Prodelwald stellt zum Teil noch den ehemaligen königlichen Waldhang Prodel dar.

## Alpinismus
Im Sommer ist der Prodel ein häufiger Start- oder Zielpunkt für Wanderrouten über die Allgäuer Nagelfluh-Schichtkämme. Am Nordhang befindet sich die Hohenschwandalpe, welche man von Lanzenbach aus zu Fuß in knapp drei Kilometern erreicht. Im Westen liegt auf 1207 m Höhe die Prodelalpe.

## Spitzlerberg
Spitzlerberg heißt der westlich gelegene nördliche Berghang. Dieser besitzt eine kaum markante, 1317 m hohe Gipfelkuppe ohne Gipfelkreuz.